# Lycosa hildegardae
Lycosa hildegardae este o specie de păianjeni din genul Lycosa, familia Lycosidae, descrisă de Casanueva, 1980. Conform Catalogue of Life specia Lycosa hildegardae nu are subspecii cunoscute.